# Eupterotegaeus armatus
Eupterotegaeus armatus är en kvalsterart som beskrevs av Aoki 1969. Eupterotegaeus armatus ingår i släktet Eupterotegaeus och familjen Cepheidae. Inga underarter finns listade i Catalogue of Life.